# Jean-François d'Aubuisson de Voisins
Jean-François d'Aubuisson de Voisins (né le 16 avril 1769 à Toulouse où il est mort le 20 août 1841) est un ingénieur en chef du corps des mines. Il est le seul ingénieur du corps des mines du XIXe siècle à n'être issu ni de la promotion nommée en 1794 lors de la réorganisation de ce corps, ni de l'École polytechnique.

## Biographie
Né à Toulouse le 16 avril 1769, il est mort le 20 août 1841 dans la même ville au 6 rue des Nobles (actuelle rue Fermat, cette rue relie la place Saint-Étienne à la place Saintes-Scarbes). 
Destiné par sa famille à une carrière diplomatique, il est d'abord élève à l'école royale et militaire de Sorèze jusqu'en 1786. Il y étudie le droit, une formation qu'il complète ensuite avec des cours de droit public. L'ambassadeur d'Espagne au Portugal, M. de Lahereria, lui offre un poste dans son ambassade mais meurt alors que d'Aubuisson est en chemin pour s'y rendre.
En 1789, il a 20 ans et est accepté comme aspirant au corps royal d'artillerie. Quelques mois plus tard, c'est la Révolution. Il passe à l'étranger et s'engage dans l'armée de Condé. Il y devient officier d'artillerie avant 1793. Six campagnes lui valent la croix de Saint-Louis,.
Il voyage ensuite en Allemagne, qu'il a déjà parcourue pendant sa période militaire, et s'installe à Freiberg, en Saxe. C'est là que professe le célèbre minéralogiste Abraham Gottlob Werner, avec qui il a sympathisé. Il approfondit ses connaissances datant de Sorèze sur ce sujet. Il fait découvrir le calcul différentiel à un élève de l'École des mines de Freiberg, le jeune poète Novalis. Il rédige des mémoires et divers ouvrages sous le nom d’Eteinger, qui lui font établir des relations avec l'Agence des mines à Paris. 
Il rentre en France en 1805, où il est conservateur des collections minéralogiques de l'École de Paris, puis ingénieur dans les départements de la Doire et de la Sésia.
En 1807, il est nommé directement ingénieur du Corps des mines à Toulouse, en raison de l'absence d'élèves disponibles pour cette promotion (l'Almanach impérial pour l’année 1810 le cite). 
Ami du comte de Montbel et du comte de Villèle, le 13 mai 1816 une ordonnance royale le nomme membre du conseil municipal de Toulouse pour 15 ans — il le restera jusqu'à la révolution de 1830. Cependant, dès le mois de juillet et deux fois par la suite dans cette même année 1816, il écrit plusieurs lettres au vicomte Lainé, président de la Chambre des députés, ministre et pair de France, pour se plaindre de de Villèle — ce dernier étant le député de Toulouse. En 1817, il devient membre du conseil municipal.
En 1819, le 12 février, il reçoit de l'Académie des Jeux floraux le 30e fauteuil de ses mainteneurs. Il en démissionne le 25 janvier 1831. En 1821, il est élu membre correspondant à l’Institut de France dans la section de Minéralogie. Il est également membre et secrétaire perpétuel de l'Académie des sciences de Toulouse.
En 1835, il coédite avec Amédée Burat, un Traité de géognosie, en trois volumes
En 1841, il est nommé ingénieur en chef 1re classe au Corps des mines.

## Hydraulique urbaineà Toulouse
Hydraulicien, il a réalisé de 1817 à 1828 le captage et distribution d'eau de Toulouse, dont le château d'eau actuel, en respectant à peu près son devis initial. Il en a dirigé les travaux en tant que conseiller municipal de Toulouse. Très remarqué, cet ouvrage présente des innovations multiples tant dans sa conception que dans sa réalisation. On note par exemple le captage par filtres latéraux à la rivière, et des roues de côté à aubes planes auxquelles contribua également Gaspard de Prony.

## Distinctions et hommages

### Distinctions
- Chevalier de l'ordre royal et militaire de Saint-Louis
- Officier de la Légion d'honneur par décret du 1er mai 1834[8].

### Hommages
Une rue du quartier Saint-Aubin, à Toulouse, porte son nom.

## Œuvre écrite
- Des mines de Freiberg en Saxe et de leur exploitation, trois volumes (1802)[9]
- Mémoire sur les volcans d’auvergne et du Vivarais (1804)
- Traité de Géognosie en deux volumes (1819)[10] : un des premiers traités géologiques publiés en France

- Considérations sur l'autorité royale en France depuis la Restauration, et sur les administrations locales (1825)[11]
- Histoire de l'établissement des fontaines à Toulouse, et considérations sur quelques objets d'hydraulique et de dynamique relatifs à cet établissement (1830)

- Traité d'hydraulique (deux éditions : 1834 et 1840)
- Traité du mouvement de l'eau dans les tuyaux de conduite (1836)
- Divers autres mémoires géologiques[12]
- Traité théorique et pratique de la conduite et de la distribution des eaux ; avec Dupuis, Jules (1804 - 1866) et Genieys, Raymond (1790 - 1831). Carilian-Goeury ; V. Dalmont (Paris), 1854. Disponible en ligne sur LillOnum : L'ouvrage et Atlas.